# The Dragon (음반)
《The Dragon》은 1978년 비공식적으로 발매된 그리스의 전자 음악 작곡가 반젤리스의 스튜디오 음반이다.

## 배경
아프로디테스 차일드가 해체된 후, 반젤리스는 런던으로 이사하기를 원했다. 프로듀서 조르지오 고멜스키는 그에게 다른 음악가들을 소개해 주었고, 음반을 발매하려는 의도로 프랑스의 프리 재즈 레코드 레이블 BYG 레코드의 자금 지원을 받는 공동 프로젝트를 진행했다. 두 음반의 가치가 있는 자료는 이 세션에서 비롯되었지만, 미완성이었고 결코 발매를 의도하지 않았다.
몇 년 후, 찰리 레코드는 파산한 BYG 레코드의 카탈로그를 인수하여 1978년 연주자의 승인 없이 음반 《The Dragon》과 《Hypothesis》을 발매했다. 이 음반의 소매는 테리 오크스에 의해 만들어졌다. 독일에서 《Hypothesis》와 《The Dragon》은 《Portrait》라는 제목의 더블 음반으로 함께 발행되었다. 반젤리스는 이후 두 음반 모두 시장에서 퇴출되기 위해 음반사를 법정에 세웠고 승소했다.

## 반응
| 전문가 평가 | 전문가 평가 |
| 평가 점수   | 평가 점수   |
| 출처        | 점수        |
| ----------- | ----------- |
| Allmusic    | [ 3 ]       |

올뮤직의 스티븐 맥도널드는 이 음반이 주로 반젤리스의 인기를 이용하기 위해 발매되었지만 아프로디테스 차일드와 반젤리스의 다가오는 솔로 작업의 요소를 모두 포함하고 있다고 언급했다. 반젤리스는 세션이 좋지 않았고 그러한 음악에 동의하지 않는다고 스스로 언급했다.

## 곡 목록
모든 곡들은 반젤리스에 의해 작곡하였다.
| #  | 제목           | 재생 시간 |
| -- | -------------- | --------- |
| 1. | 〈The Dragon〉 | 15:18     |

| #  | 제목                  | 재생 시간 |
| -- | --------------------- | --------- |
| 1. | 〈Stuffed Aubergine〉 | 11:17     |
| 2. | 〈Stuffed Tomato〉    | 9:32      |